# ウティカ

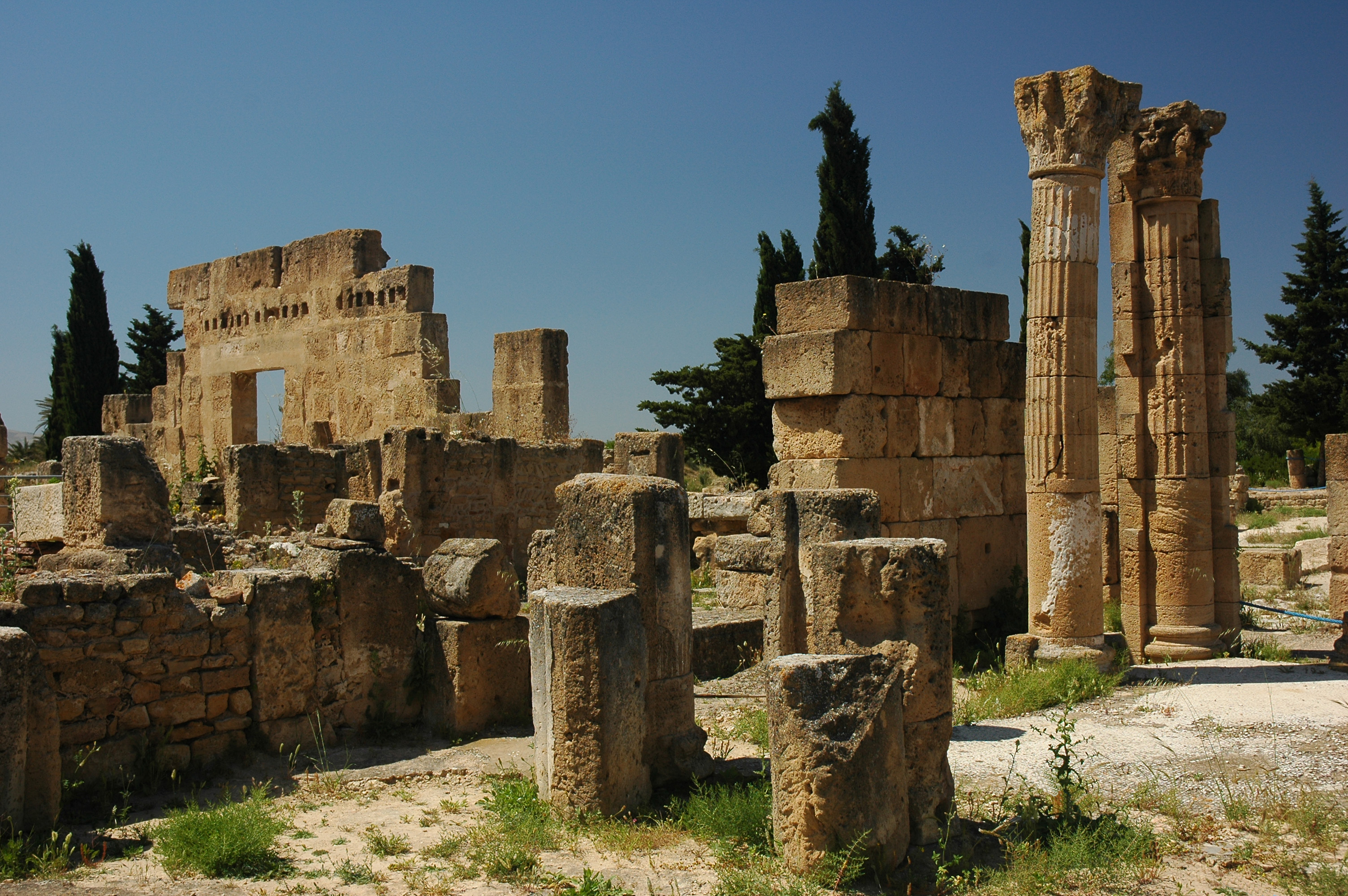
ウティカ遺跡

ウティカ（ラテン語: Utica）は、現在のチュニジアにあった古代都市である。カルタゴから北北西約50キロに位置する。現在のGhar el Melh Lake付近。かつてはメジェルダ川に面した港湾都市であったが、徐々にメジェルダ川の運ぶ土砂によって港が埋まったことが主な要因となり放棄された。イテュケとも。

## 概要
ウティカはフェニキア人によって紀元前1101年頃に入植・建造された都市とされるが、遺跡から発掘された出土品では紀元前8世紀のものが最も古い。ウティカの名が初めて記録に登場するのは紀元前6世紀半ば頃のカルタゴとローマの間の条約に於いてである。
条約によると、ウティカはカルタゴの支配下にあったが、カルタゴと同様にスフェス（sufet、最高責任者、ローマのコンスルに近い）・民会・元老院等を組織し、カルタゴに従属しながらも一定の自治が確立されていたとされる。
カルタゴがローマと争ったポエニ戦争ではカルタゴ側の一翼を担い、第二次ポエニ戦争ではローマのスキピオ・アフリカヌスとヌミディア王シュファクスがウティカ近郊で戦った。紀元前146年にカルタゴが滅んだ（第三次ポエニ戦争）後はローマ都市として組み込まれ、アフリカ属州の州都として発展することとなった。紀元前46年のタプススの戦いに敗れたマルクス・ポルキウス・カトはこの町で自殺した。後にカトは「ウティカのカト（カト・ウティケンシス）」と称されることとなった。
アウグストゥス帝の時代にアフリカ属州州都の地位を再建されたカルタゴに譲るが、引き続きローマ都市として活動。その後、ローマの衰退により、ヴァンダル族・東ローマ帝国の支配下に入った。700年頃ウマイヤ朝の統治下に入ったが、既に都市の荒廃が相当程度進んでいたことから放棄され、現在は砂漠に埋もれた遺跡が残るのみである。